# 루디 페르난데스 (농구 선수)
로돌포 "루디" 페르난데스 파레스(스페인어: Rodolfo "Rudy" Fernández Farrés, 스페인어 발음: [ˈruði feɾˈnandeθ], 1985년 4월 4일~)는 스페인의 농구 선수로 포지션은 슈팅 가드와 스몰 포워드이다. 현재 리가 ACB의 레알 마드리드 발론세스토 소속으로 활동하고 있다. 이전에는 전미 농구 협회(NBA)의 포틀랜드 트레일블레이저스와 덴버 너기츠 소속으로 활동했다.
국제 대회에 스페인 국가대표팀 소속으로 활동하고 있으며 올림픽에서 은메달 2개(2008, 2012), 동메달 1개(2016)를 획득했다. 또한 FIBA 농구 월드컵 2회 우승, FIBA 유로바스켓 4회 우승을 달성했다.